# Harry Taylor (Ingenieur)

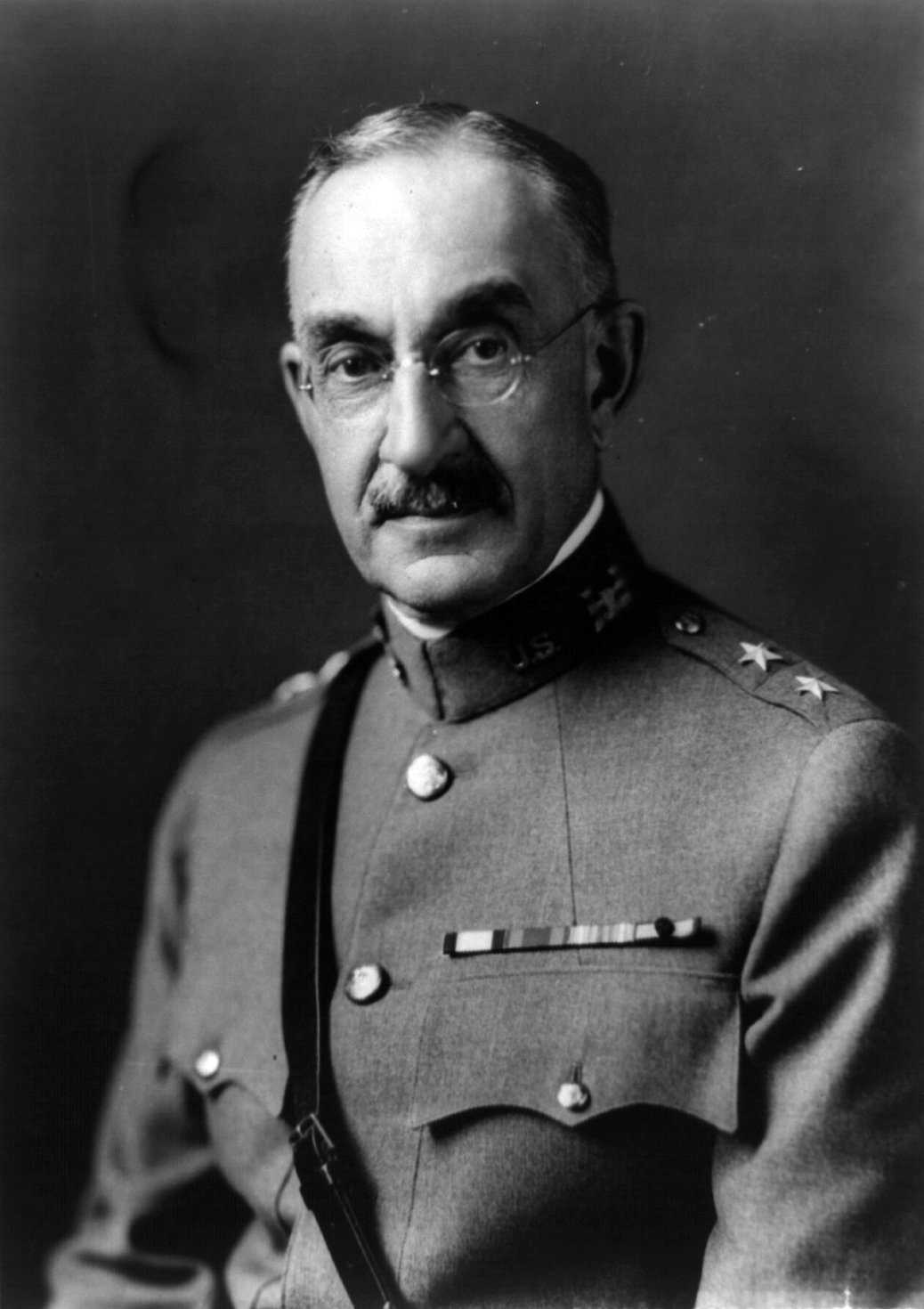
Harry Taylor

Harry Taylor (* 26. Juni 1862 in Tilton, Belknap County, New Hampshire; † 27. Januar 1930 in Washington, D.C.) war ein Generalmajor der United States Army. Er war unter anderem Kommandeur des United States Army Corps of Engineers (COE).
In den Jahren 1880 bis 1884 durchlief er die United States Military Academy in West Point. Nach seiner Graduation wurde er als Leutnant den Pionieren (Engineers) zugeteilt. In der Armee durchlief er anschließend alle Offiziersränge vom Leutnant bis zum Zwei-Sterne-General.
In seinen jüngeren Jahren absolvierte er den für Offiziere in den niederen Rangstufen üblichen Dienst in verschiedenen Pioniereinheiten und Standorten in den Vereinigten Staaten. Als Pionier (Engineer) gehörten der Hochwasserschutz, der Ausbau von Hafenanlagen, deren militärische Verteidigungseinrichtungen, Flussregulierungen sowie der Bau von Schleusen und Stauwerken, Kanälen und Leuchttürmen zu seinem Aufgabenbereich.
Taylor war zunächst in Wilmington in North Carolina und dann in New York City stationiert. Anschließend wurde er in den Nordwesten der Vereinigten Staaten versetzt, wo er in den Jahren 1891 bis 1900 in den Bundesstaaten Washington und Oregon am Ausbau von Verteidigungs- und Hafenanlagen sowie der Regulierung von Flüssen beteiligt war. Die gleichen Tätigkeiten übte er danach in den Neuengland-Staaten aus.
In den Jahren 1904 und 1905 leitete Taylor den Ausbau der Verteidigungsanlagen auf den Philippinen. Anschließend kommandierte er bis 1911 den Pionierbezirk um New London in Connecticut. In den folgenden fünf Jahren war er Stabsoffizier im Hauptquartier des COE. Dort leitete er die für Flussregulierungen und Hafenanlagen zuständige Abteilung.
Zwischen dem Sommer 1917 und dem Sommer 1918 war Taylor während des Ersten Weltkriegs als leitender Pionieroffizier bei den American Expeditionary Forces in Frankreich eingesetzt. Dabei gehörten die Sicherung und der Ausbau der militärischen Infrastruktur zu seinen Hauptaufgaben. Nach dem Krieg kehrte Harry Taylor als Assistant Chief of Engineers in das Hauptquartier des COE zurück.
Im Juni 1924 wurde er als Nachfolger von Lansing Hoskins Beach neuer Kommandeur des gesamten COE. Dieses Amt bekleidete er bis zu seinem Eintritt in den Ruhestand am 26. Juni 1926. Während seiner Amtszeit wurde der bereits 1918 begonnene Bau der Wilson-Talsperre am Tennessee River in Alabama vollendet.
Harry Taylor starb am 27. Januar 1930 an den Folgen einer Lungenentzündung und wurde auf dem amerikanischen Nationalfriedhof Arlington beigesetzt. Die United States Navy benannte ein Truppentransportschiff nach ihm, das allerdings später den Namen General Hoyt S. Vandenberg erhielt.

## Orden und Auszeichnungen
Harry Taylor erhielt im Lauf seiner militärischen Laufbahn unter anderem die Army Distinguished Service Medal und den französischen Orden der Ehrenlegion.